# Весёлая улица (Владикавказ)
Весёлая улица — улица во Владикавказа, Северная Осетия, Россия. Находится в Затеречном муниципальном округе между улицами Карла Маркса и Галковского. Начинается от улицы Карла Маркса.
Весёлая улица пересекается с улицей Колка Кесаева, проспектом Коста, улицами Ардонской, Заурбека Калоева, Ногирской, Тургеневской, Кастанаева и Леваневского.
От Весёлой улицы начинается Тихий переулок и заканчивается улица Левченко.
Улица сформировалась в середине XIX века. Отмечена на плане города Владикавказа «Карты Кавказского края», которая издавалась в 60-70-е годы XIX века, как улица 3-я Солдатская улица. 
В 1891 году обозначена в списке улиц Владикавказа как Весёлая улица. Упоминается под этим же названием в Перечне улиц, площадей и переулков от 1911 и 1925 годов. 